# Berville-sur-Seine
Berville-sur-Seine település Franciaországban, Seine-Maritime megyében. Lakosainak száma 542 fő (2022. január 1.). Berville-sur-Seine Anneville-Ambourville, Duclair, Hénouville és Saint-Pierre-de-Varengeville községekkel határos.

## Népesség
A település népességének változása:
| Lakosok száma | 559  | 561  | 571  | 559  | 552  | 545  | 544  | 543  | 542  |
|               | 2013 | 2015 | 2016 | 2017 | 2018 | 2019 | 2020 | 2021 | 2022 |